# コンスタンティノープルの戦い (378年)
378年のコンスタンティノープルの戦いは、ローマ帝国の首都コンスタンティノープルをゴート人が攻撃した戦い。

## 概要
ハドリアノポリスの戦いでローマ軍を大破し帝国東部の皇帝ウァレンスを戦死させたゴート人は、そのままコンスタンティノープルに押し寄せた。この時皇帝の未亡人アルビア・ドミニカは街の守りを固め、アラブ人戦士を防衛にあたらせた。アラブ人は非常に高い戦闘能力を発揮し、ゴート軍に襲い掛かって敵兵を倒し、頭を落とした敵の死体の首から血を吸ったといい、その様にゴート人は感銘を受けたという。一方、ゴート人は数で圧倒的に劣るために戦闘を避けた、とする文献もある。
最終的に、ゴート人はコンスタンティノープルに侵入することなく、トラキアやイリュリア、ダキアの方面へ撤退していった。